# Heiko Herrlich
Pour les articles homonymes, voir Heiko.
Heiko Herrlich est un footballeur international allemand né le 3 décembre 1971 à Mannheim. Il joue au poste d'attaquant.

## Biographie
Heiko Herrlich commence sa carrière en Bundesliga au Bayer Leverkusen en 1989. Il remporte la coupe d'Allemagne en 1993 avec pour coéquipiers des joueurs comme Bernd Schuster, Andreas Thom ou encore Ulf Kirsten.
Dans la foulée il signe au Borussia Mönchengladbach. Il s'impose dans cette équipe comme une excellent buteur aux côtés du Suédois Martin Dahlin et est récompensé par un titre de co-meilleur buteur du championnat en 1995 à égalité avec le brêmois Mario Basler. Sur le plan collectif c'est une nouvelle coupe d'Allemagne qui s'ajoute à son palmarès cette même année (victoire 3-0 en finale face au VfL Wolfsburg).
À la suite de cette très bonne saison 1994-1995 il découvre les joies de la sélection Allemande le 29 mars 1995 contre la Géorgie. Il signe également chez les champions d'Allemagne du Borussia Dortmund lors de l'été 1995. Dès sa première saison dans le club de la Rhur il est sacré champion d'Allemagne et un plus tard il remporte la ligue des champions face à la Juventus. C'est la consécration pour de nombreux joueurs du Borussia comme Karlheinz Riedle, Andreas Möller, Matthias Sammer ou encore Jurgen Kohler. Après cette apothéose pour cette génération dorée le club rentre progressivement dans le rang tout à la fin des années 1990.
La suite est beaucoup plus grave puisqu'on découvre qu'il est atteint d'une tumeur au cerveau au début de l'automne 2000. Fort heureusement pour lui elle fut traitée avec succès et il put reprendre la compétition fin 2001. Ce retour lui permit de décrocher un second titre de champion d'Allemagne en 2002 mais il ne retrouva cependant pas complètement son meilleur niveau et il prit sa retraite en 2004.

## Palmarès
- Allemagne
  - 5 sélections et 1 but en 1995.

- Bayer Leverkusen
  - Vainqueur de la Coupe d'Allemagne en 1993.

- Borussia M'Gladbach
  - Vainqueur de la Coupe d'Allemagne en 1995.
  - Meilleur buteur de la Bundesliga en 1995 avec 20 buts.

- Borussia Dortmund
  - Champion d'Allemagne en 1996 et 2002.
  - Vainqueur de la Ligue des Champions en 1997.
  - Vainqueur de la Coupe intercontinentale en 1997.
  - Finaliste de la Supercoupe d'Europe en 1997.
  - Finaliste de la Coupe de l'UEFA en 2002.